# Angelique
Angelique（アンジェリーク）は、JFN（ジャパンエフエムネットワーク）主催のインターネットオーディション企画「もものかん」で選ばれた岸本梓（きしもと あずさ）、高橋絵美（たかはし えみ）、小川千尋（おがわ ちひろ）の女性3人組ボーカルユニット。ユニット名のAngelique（アンジェリーク）は、フランス語で「天使のような」の意。

## 来歴
2000年3月23日にフォーライフ・レコードより、シングル「F ＜エフ＞/Just wanna be with you」でスクールガール・ポップグループとしてメジャー・デビュー。当初は高橋及び岸本が中学3年・小川が中学2年ということで、中学生ユニットとして話題を呼んだ。以後、シングル「電話するね/風鈴」、「雪が降るまえに」をリリース。2001年にリリースした4枚目のシングル「蕾 tubomi」は、作詞とジャケットを326がコラボレーションした話題性もあって、TBSテレビキャンペーン・ソングとして採用された。同年8月22日には5枚目のシングル「好きなのに…/夢の中へ」リリース。以降、ユニット名義での活動は確認されていない。
ユニット活動停止後、岸本はタレントに転向し、オスカープロモーションに所属、2007年4月から2012年3月まで「YAMAMAN presents MUSIC SALAD FROM U-kari STUDIO」（bayfm）の火、木曜日の担当DJとしてレギュラー出演するなど、ラジオパーソナリティー活動を精力的におこなっていたが、2025年2月24日に癌により逝去、享年39。
高橋は、芸名をemicaと改め、2006年9月6日にbanyan records（バンヤンレコード）より、シングル「君と僕の想い/Shining」でインディーズデビューし、都内を中心にライブ活動をしたり、舞台に出演したりしていたが、2011年11月に当時所属していた芸能事務所「ハンティング」を退所後は芸能活動は確認されていない。
小川は、芸名をChihiroと改め、音楽ユニット「canon」を結成しインディーズで活動していると見られる。

## メンバー
- 岸本梓（きしもと あずさ）
生年月日：1985年3月20日 没年月日：2025年2月24日（享年39）
星座：魚座
血液型：AB型
出身地：神奈川県
- 高橋絵美（たかはし えみ）
生年月日：1984年7月4日
星座：蟹座
血液型：A型
出身地：埼玉県
- 小川千尋（おがわ ちひろ）
生年月日：1986年3月7日
星座：魚座
血液型：O型
出身地：千葉県

## ディスコグラフィー

### シングル
- 『F ＜エフ＞/Just wanna be with you』（2000年3月23日）
「F ＜エフ＞」（作詞：康珍化/作曲：濱田金吾/編曲：D's family
※テレビ東京系アニメ『モンキーマジック』エンディング・テーマ、日本テレビ系「TIM系」エンディング・テーマ、TVCM 「北海道の家」(四国地方のみ)
「Just wanna be with you」（作詞・作曲・編曲：西慎嗣）
※テレビ東京系「64マリオスタジアム」エンディングテーマ
「F ＜エフ＞」（Instrumental）
「Just wanna be with you」（Instrumental）
【CDMSg:FLCF-3781】
- 『電話するね/風鈴』（2000年7月19日）
「電話するね」（作詞：康珍化/作曲：濱田金吾/編曲：D's family）
※TBS系『エクスプレス』占いコーナーテーマ・ソング、TVCM トミー「スーパーミメル」、テレビ東京系「音楽通信」エンディングテーマ
「風鈴」（作詞：村野直球/作曲・編曲：西慎嗣）
「電話するね」（Instrumental）
「風鈴」（Instrumental）
【CDMSg:FLCF-3798】
- 『雪が降るまえに』（2000年11月1日）
「雪が降るまえに」（作詞：康珍化/作曲：櫻井真一/編曲：清水信之）
※TBS系『ワンダフル』エンディング・テーマ
「偶然じゃなかった」（作詞：康珍化/作曲：松下慎司/編曲：清水信之）
「雪が降るまえに」（Instrumental）
「偶然じゃなかった」（Instrumental）
【CDMSg:FLCF-3808】
- 『蕾 tubomi』（2001年2月21日）
「蕾 tubomi」（作詞：326/作曲：Face 2 fAKE/編曲：清水信之）
※TBSテレビキャンペーン・ソング
「F ＜Tomodachi De Iyou＞」（作詞：康珍化/作曲：濱田金吾/編曲：西慎嗣）
「蕾 tubomi」（Instrumental）
「F ＜Tomodachi De Iyou＞」（Instrumental）
【CDMSg:FLCF-3842】
- 『好きなのに…/夢の中へ』（2001年8月22日）
「好きなのに…」（作詞：牧穂エミ/作曲：Face 2 fAKE/編曲：長岡成貢）
※日本テレビ系『ダウンタウンDX』エンディング・テーマ
「夢の中へ」（作詞・作曲：井上陽水/編曲：長岡成貢）
「好きなのに…」（Instrumental）
「夢の中へ」（Instrumental）
【CDMSg:FLCF-3873】